# ハミングヘッズ
ハミングヘッズ株式会社（英: Humming Heads Inc.）は、東京都江戸川区に本社を置く日本のソフトウェア開発企業である。

## 歴史
1999年設立。コンピュータセキュリティ対策ソフトウェアである「セキュリティプラットフォーム(SeP)」（次節）を開発している（2001年販売開始）。その他にデスクトップ検索の「ファイルマネジャーワン」を自社開発。

## セキュリティプラットフォーム
セキュリティプラットフォーム（英: Security Platform、SeP）は、コンピュータセキュリティ対策ソフトウェアである。業務で使用するパソコンに導入することで、外部への情報の流出を防止できる。
SePはクライアントを常時監視し、ハードディスク内のファイルをリムーバブルメディアにコピーするなどして持ち出す際に当該のファイルを自動的に暗号化する。また、クライアントの操作を記録してサーバに送信、蓄積されたデータを分析する機能がある。端末への不正アクセスはもちろん、クライアントの私的利用防止が期待できる。SePの導入によるクライアントの性能や操作性に与える影響が少ない点も好評である。
SePは2001年に発売されて以来、機密データの流出を深刻に受け止める企業を中心に採用数を増やしている。中国語版や英語版の開発も進められ、海外市場への進出も視野に入れている。
当初はキヤノン電子が販売していた。現在では自社で販売している。